# M28 (Schiff)
Die HMS M 28 war ein Monitor der Royal Navy der M15-Klasse. Am 20. Januar 1918 wurde sie vor Imbros durch den Schlachtkreuzer Yavuz Sultan Selim, die ehemalige Goeben, und den Kleinen Kreuzer Midilli, ehemals Breslau, versenkt.

## Baugeschichte
Die HMS M 28 war der letzte von vierzehn Monitoren der M-15-Klasse der Royal Navy, die alle 1915 gebaut wurden. Sie wurden im März 1915 als Teil des Emergency War Programme bestellt und konstruiert. Sie sollten von der Küste in Landkämpfe eingreifen und dazu vorhandene Geschütztürme 9,2 Zoll (23,4 cm) BL Mk VI L/31,5 der Kreuzer der Edgar-Klasse beziehungsweise Reservetürme vom Typ 9,2"-Mk.X-234-mm-L/47 der Drake-Klasse bzw. der Cressy-Klasse als Hauptbewaffnung erhalten.
 Die ersten vier Monitore, die bei William Gray & Co. in Hartlepool gebaut wurden, erhielten die Türme vom Typ Mk.X. Die übrigen zehn Schiffe wurden alle bei Sir Raylton Dixon and Company in Middlesbrough gebaut und mit Mk.VI-Türmen ausgestattet.
Dazu besaß die M 28 ein 12-Pfünder-(76-mm)-Schnellfeuergeschütz und ein 6-Pfünder-(57-mm)-Luftabwehrgeschütz.
Die Klasse verfügte auch über verschiedene Antriebsarten. So hatten HMS M 21 und  M 22 konventionelle Dreifach-Expansions-Dampfmaschinen und die HMS M 24 einen 4-Zylinder-Campbell-Paraffin-Motor. HMS M 28 erhielt, wie die übrigen auch, einen Bolinder-4-Zylinder-Glühkopfmotor (Semi-Diesel) mit 640 PS, der ihr eine Geschwindigkeit von elf Knoten gab. Die Besatzung des Monitors bestand aus 69 Mann.

## Einsatzgeschichte

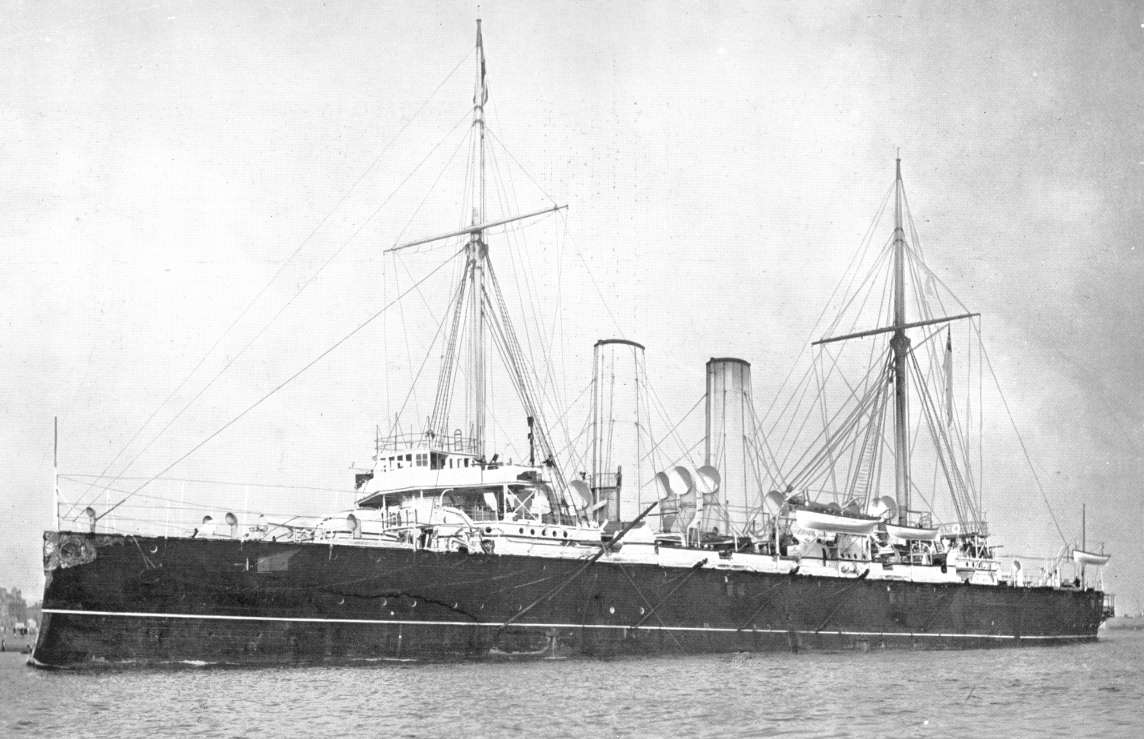
HMS Theseus vor Umbau

Die Kiellegung der HMS M 28 fand am 1. März 1915 auf der Werft Sir Raylton Dixon & Co. Ltd in Middlesbrough statt, wo sie am 28. Juni 1915 vom Stapel lief.
Ihr erster Einsatz war die Beschießung von Dedeağaç in Bulgarien (heute Alexandroupoli, Griechenland) am 21. Oktober 1915 zusammen mit dem mit speziellen Torpedowulsten versehenen Kreuzer HMS Theseus der Edgar-Klasse, dem Kreuzer HMS Doris der Eclipse-Klasse und dem Schwesterschiff HMS M 15 nach der Kriegserklärung der Alliierten gegen Bulgarien, das am 14. Oktober 1915 den Mittelmächten im Kampf gegen Serbien beigetreten war.
Die überwiegende Dienstzeit ihres Einsatzes während des Ersten Weltkrieges verbrachte die M 28 bei der britischen Aegean Squadron und beschoss türkische Stellungen.
Am 20. Januar 1918 war sie in der Kusu Bay der Insel Imbros zusammen mit der HMS Raglan und den Zerstörern HMS Lizard und Tigress stationiert, als sie von den türkischen Schiffen Midilli ex SMS Breslau und  Yavuz Sultan Selim  ex SMS Goeben angegriffen wurden. Lizard und Tigress versuchten, die Monitore ohne Erfolg durch einen Rauchschleier zu schützen, auch die Versuche, sich den Angreifern auf Torpedoschussweite zu nähern, misslangen.
Die ehemals deutschen Schiffe versenkten mit sehr exakten Salven in kurzer Zeit beide Monitore, deren Magazine getroffen wurden und explodierten. M 28 sank brennend in der Kusu Bucht (40° 14′ N, 25° 58′ O), wobei elf Mann den Tod fanden. Der Rest der Besatzung konnte durch alliierte Fahrzeuge gerettet werden.